# Wenddorf
Wenddorf ist ein Ortsteil der Gemeinde Angern im Landkreis Börde in Sachsen-Anhalt.

## Geografie
Wenddorf östlich der Colbitz-Letzlinger Heide liegt im Bereich der Tanger-Quellbäche, die fächerförmig in Richtung Tangerhütte fließen. Die Umgebung Wenddorfs ist leicht hügelig und steigt nach Westen allmählich an. Die Stadt Wolmirstedt liegt etwa 19 Kilometer entfernt.

## Geschichte
Der Ortsname leitet sich von den früher hier siedelnden Wenden ab (einer der zahlreichen Bäche nahe Wenddorf heißt heute noch Wendischer Bach). Die Geschichte des Ortes ist eng mit der Angerns und seinem Wasserschloss verbunden.
Am 1. Januar 2010 schlossen sich die bis dahin selbstständigen Gemeinden Wenddorf, Bertingen und Mahlwinkel mit der Gemeinde Angern zur neuen Gemeinde Angern zusammen.

## Politik

### Bürgermeister
Der letzte Bürgermeister der Gemeinde Wenddorf war Egbert Knoost.

### Wappen
Das Wappen wurde am 29. März 1996 durch das Regierungspräsidium Magdeburg genehmigt.
Blasonierung: „In Silber über rotem Schildfuß belegt mit einem silbernen Wellenbalken; ein grünes Eichenblatt mit je einer grünen Eichel zu beiden Seiten.“

## Wirtschaft und Infrastruktur
Wenddorf ist vorwiegend landwirtschaftlich geprägt.

### Verkehrsanbindung
Von Wenddorf aus führen Landstraßen über Angern nach Colbitz an der Bundesstraße 189 (Magdeburg – Stendal) sowie über Mahlwinkel nach Tangerhütte. Der nächste Bahnhof befindet sich im 5 km entfernten Mahlwinkel (Bahnlinie Magdeburg – Stendal).